# Asnières-lès-Dijon
Asnières-lès-Dijon település Franciaországban, Côte-d’Or megyében. Lakosainak száma 1320 fő (2022. január 1.). Asnières-lès-Dijon Norges-la-Ville, Ahuy, Bellefond, Dijon és Messigny-et-Vantoux községekkel határos.

## Népesség
A település népességének változása:
| Lakosok száma | 376  | 753  | 829  | 1125 | 1192 | 1165 | 1184 | 1312 | 1315 | 1320 |
|               | 1968 | 1982 | 1990 | 2006 | 2012 | 2015 | 2017 | 2019 | 2020 | 2022 |